# Lower River (Gambia)
Lower River is een divisie in het centraal-westen van Gambia. De divisie meet zo'n 1600 km² en heeft Mansa Konko als hoofdplaats. Lower River ontstond in 1935 toen Gambia in vijf provincies werd ingedeeld. Op 30 oktober 1968 werd het deel ten noorden van de Gambiarivier afgesplitst als de divisie North Bank.

## Bevolking
- 1963: 34.227
- 1973: 42.447
- 1983: 55.263
- 1993: 65.146[1]
- 2003: 72.546[1]

## Grenzen
Lower River deelt in het zuiden en het oosten een grens met de regio Kolda van buurland Senegal.
De divisie heeft verder grenzen met drie andere divisies:
- North Bank in het noorden
- Central River in het uiterste noordoosten
- Western in het zuidwesten.

## LGA's en districten
Upper River bestaat uit één local government area (LGA of lokaal overheidsgebied)
:
- Mansakonko

De regio is onderverdeeld in zes districten:
- Jarra Central
- Jarra East
- Jarra West

- Kiang Central
- Kiang East
- Kiang West

Banjul (stad) · Central River · Lower River · North Bank · Upper River · Western